# Manhunt International 1997
Manhunt International 1997 là cuộc thi Manhunt International lần thứ tư được tổ chức tại Singapore vào ngày 24 tháng 5 năm 1997. Có khoảng 38 thí sinh tham gia cuộc thi này. Jason Erceg đến từ New Zealand đăng quang ngôi vị Manhunt International.

## Kết quả
| Hạng                       | Thí sinh |
| -------------------------- | --- |
| Manhunt International 1997 | - New Zealand — Jason Erceg |
| Á vương 1                  | - Venezuela — Sandro Finoglio Speranza |
| Á vương 2                  | - Philippines — Vincent Pinto |
| Á vương 3                  | - Puerto Rico — Jonathan Rojas Ortega |
| Á vương 4                  | - Ấn Độ — Zulfi Syed Ahmad |
| Top 10                     | - Hoa Kỳ — Brian Donnellan - Malaysia — Jefree Shahrizal Abdul Aziz - Panama — Francisco Jimenez Mery - Singapore — Kevin Chiak - Thổ Nhĩ Kỳ — Kemal Fidan |

Giải thưởng đặc biệt
| Giải thưởng              | Name |
| ------------------------ | --- |
| Mr Physique              | - New Zealand — Jason Erceg |
| Mr Popularity            | - Uruguay — Pedro Fernando Etchevarne |
| Mr Talent                | - Philippines — Vincent Pinto |
| Best Groomed             | - Singapore — Kevin Chiak |
| Jockey Fitness Award     | - Venezuela — Sandro Finoglio Speranza |
| Best in National Costume | Winner - Venezuela — Sandro Finoglio Speranza 1st runner-up - Brasil — Carlos Alberto de Azevedo 2nd runner-up - Thổ Nhĩ Kỳ — Kemal Fidan |

## Các thí sinh
38 thí sinh dự thi.
| Quốc gia/vùng lãnh thổ | Thí sinh                      |
| ---------------------- | ----------------------------- |
| Ấn Độ                  | Zulfi Syed Ahmad              |
| Bahamas                | Van Brown                     |
| Ba Lan                 | Kamil Karasek                 |
| Bỉ                     | Daoud Boukebbous              |
| Bolivia                | Raul Serrate Vaca             |
| Brasil                 | Carlos Alberto de Azevedo     |
| Canada                 | Brock Madill                  |
| Colombia               | Francisco Cruz                |
| Costa Rica             | Henry Romero                  |
| Đan Mạch               | Peter Ferrold                 |
| Đức                    | Mario Schuster                |
| Gibraltar              | Albert Carl Viagas            |
| Hoa Kỳ                 | Brian Donnellan               |
| Hy Lạp                 | Dimitrios Koutsavlakis        |
| Indonesia              | John Michael Pupella          |
| Ireland                | Paul Joseph O’Gorman          |
| Kazakhstan             | Vladimir Zolenkov             |
| Latvia                 | Inguss Jostin                 |
| Macedonia              | Asen Hajcic                   |
| Malaysia               | Jefree Sharizal B. Abdul Aziz |
| Nam Phi                | Carlos Reis                   |
| New Zealand            | Jason Erceg                   |
| Panama                 | Francisco Jimenez Mery        |
| Perú                   | Norberto Veloza               |
| Philippines            | Vincent Pinto                 |
| Puerto Rico            | Jonathan Rojas Ortega         |
| Singapore              | Kevin Chiak                   |
| Síp                    | Marios Niasides               |
| Sri Lanka              | Nalin Kumara                  |
| Tây Ban Nha            | Agustin Ortega                |
| Thái Lan               | Chaiyod Soison                |
| Thổ Nhĩ Kỳ             | Kemal Fidan                   |
| Thụy Điển              | Marcus Christian Fagerlund    |
| Thụy Sĩ                | Rene Burach                   |
| Ukraina                | Oleg V. Kaveshnikov           |
| Uruguay                | Pedro Fernando Etchevarne     |
| Úc                     | David John Eller              |
| Venezuela              | Sandro Finoglio Speranza      |